# 王辉 (摔跤运动员)
王辉（1976年11月28日—），中國摔跤运动员。他在1998年亞運會男子希羅式角力54公斤級比賽中獲得銅牌。他還參加了2000年夏季奥林匹克运动会，获得男子古典式54公斤级第六名。